# Jochen Jänicke
Jochen Jänicke (* 2. August 1923 in Lübbenau) ist ein deutscher Maler.

## Leben
Der zum Höhepunkt der deutschen Hyperinflation während der Weimarer Republik in der Niederlausitz geborene Jochen Jänicke legte sein Abitur mitten im Zweiten Weltkrieg 1941 in Berlin ab. In der Nachkriegszeit studierte er von 1946 bis 1949 an der Berliner Hochschule für bildende Künste bei Max Pechstein und Carl Hofer.
Nachdem Jänicke von 1950 bis 1958 zunächst in Braunschweig als freischaffender Künstler tätig war, siedelte er 1958 nach Hannover über.
Der Künstler schuf insbesondere freie Kompositionen in Mischtechniken, Aquarell und Tempera.
1979 hatte Jochen Jänicke seinen Wohnsitz und sein Atelier unter der Adresse Hallerstraße 10 in Hannover.

## Ausstellungen
Jänicke beschickte unter anderem folgende Einzelausstellungen (E) und beteiligte sich an Gruppenausstellungen:
- 1950:
  - Celle (E)[1]
  - Braunschweig (E)[1]
- 1951:
  - BBK-Ausstellung in Braunschweig (E)
  - BBK Ausstellung in Hannover (E)[1]
  - Städtisches Museum (Braunschweig)[1]
- 1960: Roemer- und Pelizaeus-Museum Hildesheim[1]
- 1964: Funkhaus Hannover[1]
- 1965:
  - Stockholm (E)[1]
  - Hamburg (E)[1]
- 1972: Galerie 66 in Eckernförde (E)[1]

## Auszeichnungen
1964 wurde der von Jänicke gestaltete Wandvorhang für die Trelleborgs Angfartys AB in Schweden mit dem 1. Preis ausgezeichnet.